# Boris Kodjoe
Boris Frederic Cecil Tay-Natey Ofuatey-Kodjoe (8 de março de 1973) é um ator austro-germânico.

## Biografia
Kodjoe nasceu em Viena, Áustria, filho de Ursula, uma psicóloga alemã, e Eric Kodjoe, um médico de Gana. Ele é fluente em francês, inglês e alemão, e fala um pouco de espanhol. Ele tem um irmão chamado Patrick e uma irmã chamada Nadja. Sua altura é 1,93 m. É conhecido por seu papel em Resident Evil Recomeço e Retribuição, interpretando Luther West, e por seu papel na série Code Black, onde interpreta o Dr. Campbell.
Kodjoe casou-se com Nicole Ari Parker em 21 de maio de 2005 em Gundelfingen, Alemanha. Ela deu à luz seu primeiro filho, uma menina, Sophie Tei-Naaki Lee Kodjoe, em 5 de março de 2005. Parker deu à luz o segundo filho do casal, um menino, Nicolas Kodjoe Neruda, em 31 de outubro de 2006. Kodjoe e sua esposa são membros de Cascade Igreja Metodista Unida em Atlanta, Georgia.
Atualmente interpreta o bombeiro Capitão Robert Sullivan na série Station 19, personagem fixo à partir da 2ª temporada.

## Fimografia
| Ano         | Filme                         | Papel               |
| ----------- | ----------------------------- | ------------------- |
| 2000        | The Love & Basketball         | Jason               |
| 2002        | Brown Sugar                   | Kelby Dawson        |
| 2004        | Doing Hard Time               | Michael Mitchell's  |
| 2005        | The Gospel                    | David "DT" Taylor   |
| 2005        | America's Next Top Model      |                     |
| 2006        | What Ever She Wants           |                     |
| 2006        | Madea's Family Reunion        | Frankie Henderson   |
| 2007        | All About Us                  |                     |
| 2008        | Starship Troopers 3: Marauder | General Dix Hauser  |
| 2009        | Surrogates                    | Andrew Stone        |
| 2010        | Resident Evil: Afterlife      | Luther West         |
| 2010        | The Confidant                 |                     |
| 2010        | Clones                        |                     |
| 2011        | Take The Stand                |                     |
| 2012        | Resident Evil: Retribution    | Luther West         |
| 2012        | Nurse 3D                      |                     |
| 2018 - 2024 | Station 19                    | Lt. Robert Sullivan |

2010-         S.W.a.t                               Shemar Moore 

2017